# The Long Home
The Long Home ist ein US-amerikanisches Filmdrama von James Franco, das 2019 in die Kinos kommen sollte. Es handelt sich um die Verfilmung des gleichnamigen Romans von William Gay.

## Handlung
Im ländlichen Tennessee der 1940er Jahre bekommt der junge Tischler Nathan Winer einen Job zum Aufbau einer Honky-Tonk-Bar. Ohne es zu wissen, ist sein Auftraggeber, ein charismatischer Schwarzmarkt-Händler, der Mann, der seinen Vater zehn Jahre zuvor ermordet hatte. Winer verliebt sich zu alledem noch in dessen Frau, doch der Auftraggeber versucht sie zu seiner persönlichen Prostituierten heranzuziehen.

## Produktion

### Literarische Vorlage
Der Film basiert auf dem Debütroman The Long Home von William Gay aus dem Jahr 1999 und gilt als der Schlüssel zum Erfolg des Autors. Gay war zuvor, wie die Hauptfigur seines Buches, selbst als Tischler tätig gewesen.

### Stab und Besetzung
Die Regie übernahm James Franco. Die Drehbuchadaption von Gays Roman wurde von Vince Jolivette und Steve Janas geschrieben.
Am 16. April 2015 postete Franco bei Instagram eine Liste von Schauspielerin, die am Film beteiligt sein werden, darunter Josh Hutcherson, Timothy Hutton, Keegan Allen, Ashley Greene, Tim Blake Nelson, Jim Parrack und Scott Haze. Am 1. Mai 2015 wurde bekannt, dass Hutcherson im Film die Hauptrolle von Nathan Winer und Tim Blake Nelson die Rolle von Thomas Hovington, einem Schwarzhändleranführer, übernehmen werden. Am 4. Mai 2015 stieß Courtney Love zur Crew. Zudem wurde bekannt, dass Giancarlo Esposito im Film William Tell Oliver spielen wird, einen einfachen, aber anständigen Mann. Am 5. Mai 2015 unterzeichneten auch die Schauspieler Ashton Kutcher, Analeigh Tipton, Robin Lord Taylor, Josh Hartnett und Zoe Levin, die im Film Amber Rose spielen wird. Nach Wild Horses im Jahr 2015 handelt es sich um den zweiten Film, in dem Franco und Hartnett gemeinsam vor der Kamera standen.

### Dreharbeiten

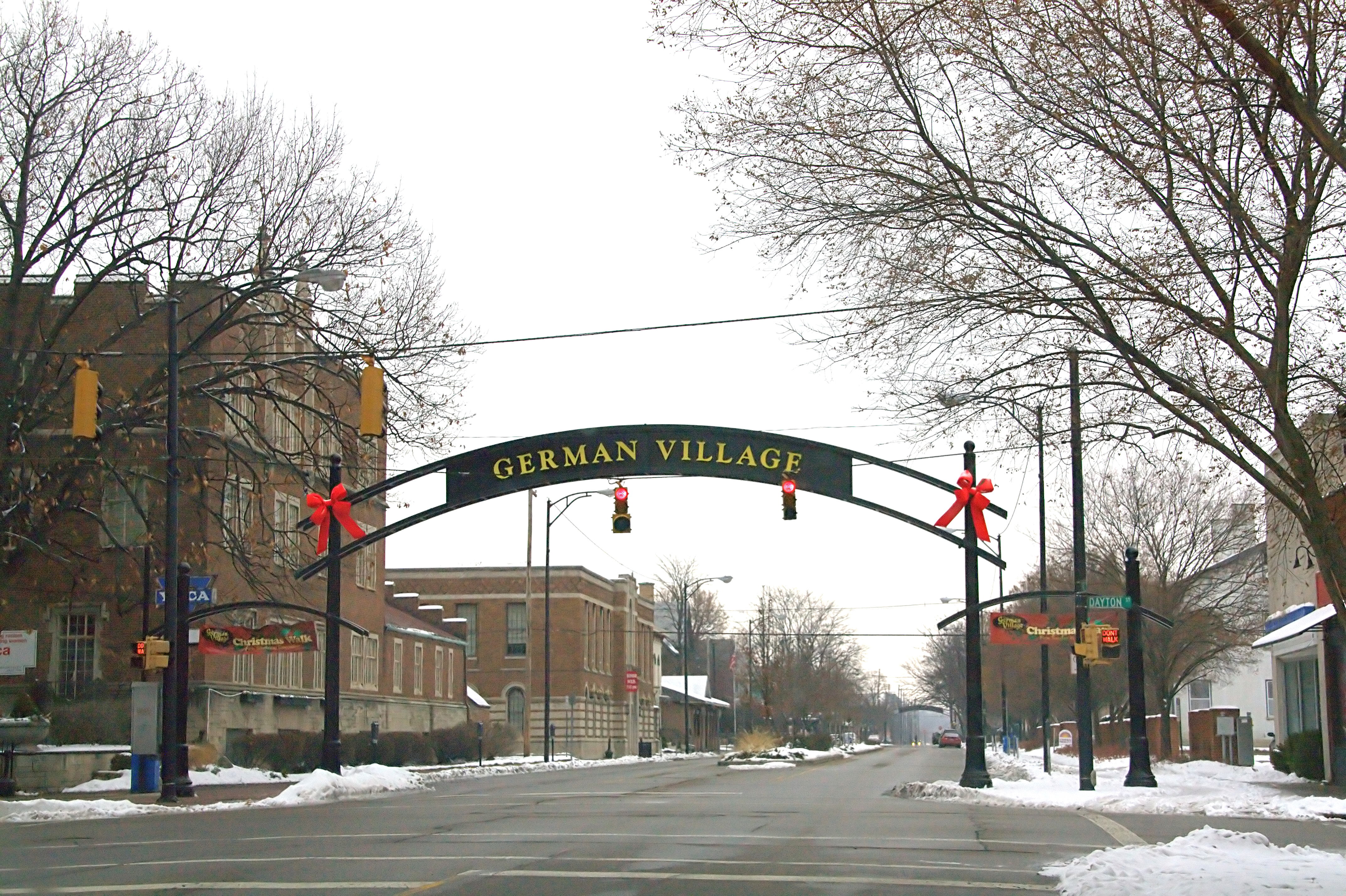
Die Dreharbeiten fanden unter anderem im German Village Historic District in Hamilton statt

Die Dreharbeiten fanden ab 1. Mai 2015 in den südwestlichen Countys von Ohio, in Hamilton County, Butler County und in Cincinnati statt. In den ersten zwei Wochen fanden die Filmaufnahmen an einem alten Farmhaus in Shandon, rund 15 Minuten außerhalb von Hamilton, und weitere Aufnahmen in den ländlich geprägten Wald- und Flussgebieten außerhalb des Stadtgebietes statt. In Hamilton selbst wurde am alten Gemeindehaus in der High Street und in der Second Street und Third Street im German Village Historic District gedreht. In Cincinnati erfolgten die Aufnahmen in der Innenstadt, wo zur gleichen Zeit auch die Dreharbeiten zu Goat stattfanden, ein Film, den Franco produzierte und in dem er einen Cameo-Auftritt hatte. Weitere Drehorte waren Camp Kern im Warren County und in Eaton, dem Verwaltungssitz von Preble County, hier unter anderem die Barron Street. Während der Dreharbeiten in Eaton wurden vom Filmset Kleidungsstücke, die die Schauspieler im Laufe der Dreharbeiten getragen hatten, im Wert von 48.000 US-Dollar gestohlen. Die Arbeiten am Film wurden am 23. Mai 2015 nach 23 Drehtagen beendet.

### Veröffentlichung
Der Film sollte im Laufe des Jahres 2019 in die Kinos kommen, ist aber bis heute (Stand Juli 2023) nicht veröffentlicht worden.